# Кордуба Фелікс
Фелікс Кордуба (28 травня 1908, Тернопіль — 21 січня 1987, Мюнхен, Баварія) — український галицький громадсько-політичний діяч, також у Німеччині.

## Життєпис
Навчався в Тернопільській українській гімназії (з 1921 року), тут був ланковим молодіжної націоналістичної організації. Член ОУН, провідник Тернопільської окружної екзекутиви ОУН.
Засуджений польською окупаційною владою на 8 років ув'язнення у 1934 році, відбував його, зокрема, у липні — грудні в концтаборі «Береза Картузька». Воював у складі 14-ї гренадерської дивізії Ваффен-СС «Галичина». Емігрував до Німеччини. Керував друкарнею «Логос». Головував у Головній раді центрального предстаництва української еміграції в Німеччині.
Автор спогадів, публікацій.